# Passaporte da Região Administrativa Especial de Macau

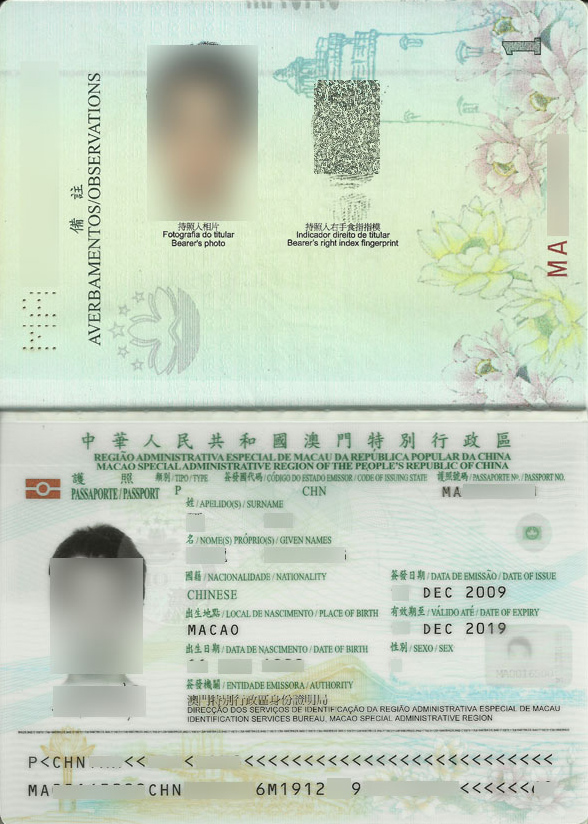
Páginas contendo os dados biográficos do passaporte biométrico da Região Administrativa Especial de Macau.

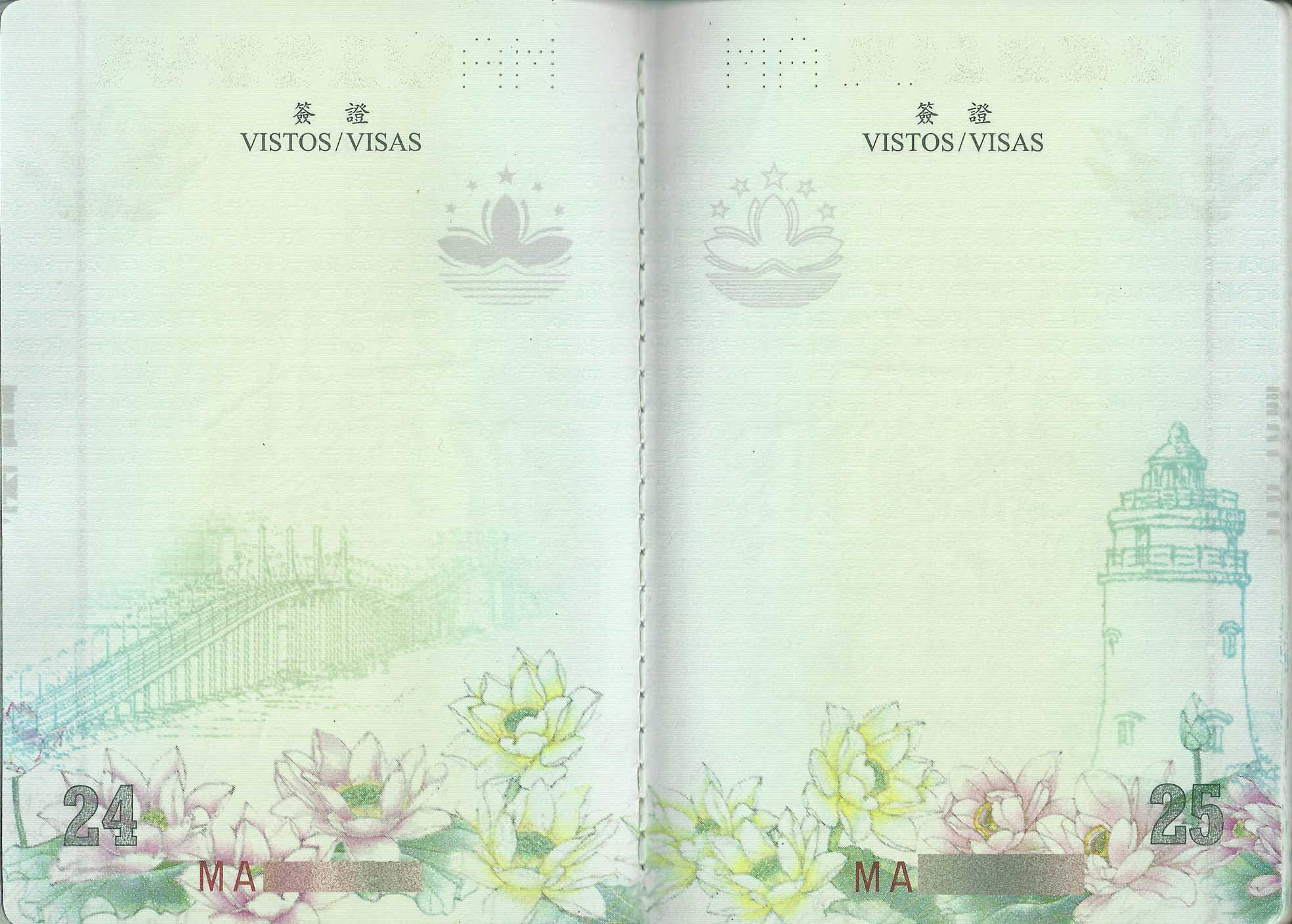
Páginas de vistos do passaporte biométrico da Região Administrativa Especial de Macau.

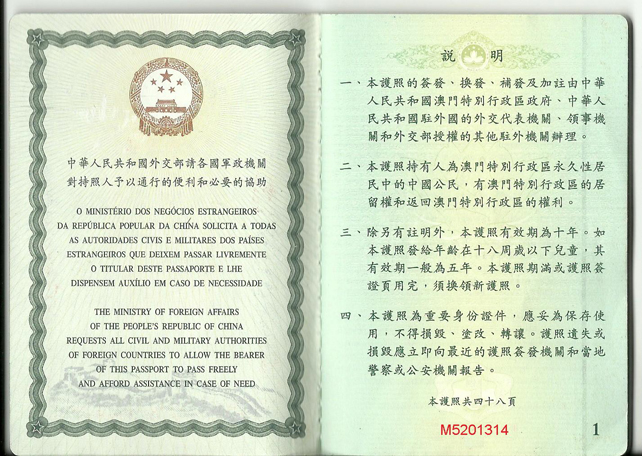
Foto do interior da capa do antigo passaporte da Região Administrativa Especial de Macau.

O passaporte da Região Administrativa Especial de Macau (chinês tradicional: 澳門特別行政區護照) é um documento de viagem emitido aos residentes permanentes da Região Administrativa Especial de Macau que sejam cidadãos da República Popular da China. De acordo com a Lei Básica da Região Administrativa Especial de Macau que entrou em vigor a 20 de dezembro de 1999, através da Declaração Conjunta Sino-Portuguesa sobre a Questão de Macau, este passaporte é emitido pela Direção dos Serviços de Identificação (por despacho da Secretaria para a Administração e Justiça) do governo da Região Administrativa Especial de Macau, ao abrigo das prerrogativas do Governo Popular Central da República Popular da China.
As línguas oficiais de Macau são o português e o chinês, embora o passaporte do território seja emitido em português, chinês e inglês.

## Contexto histórico
De acordo com a Lei da Nacionalidade da República Popular da China e os esclarecimentos do Comité Permanente da Assembleia Popular Nacional sobre algumas questões relativas à aplicação da lei da nacionalidade em Macau, qualquer residente permanente de Macau com nacionalidade chinesa, pode solicitar o passaporte da região administrativa especial. 
Muitos residentes permanentes de Macau com nacionalidade chinesa, ou considerados chineses pela Lei da Nacionalidade da República Popular da China, também possuem a nacionalidade portuguesa, por terem nascido em Macau antes de 1981, por naturalização ou por serem filhos de pai e/ou mãe com nacionalidade portuguesa. Portanto, estes residentes também têm direito a requerer passaporte português, que concede isenção de vistos a mais países que o passaporte da Região Administrativa Especial de Macau, se bem que as autoridades chinesas apenas consideram o passaporte português detido por estes residentes chineses como um mero documento de viagem, porque a República Popular da China não reconhece a dupla nacionalidade.

## Características físicas
O passaporte biométrico que é a versão mais recente do passaporte de Macau, foi emitido pela Direção dos Serviços de Identificação no início de setembro de 2009, substituindo o passaporte comum de leitura ótica.
O passaporte de Macau possui a cor verde-garrafa, com o brasão de armas da República Popular da China gravado no centro da capa. No passaporte, encontra-se escrito: Região Administrativa Especial de Macau, República Popular da China, passaporte (chinês tradicional: 中華人民共和國澳門特別行政區護照; em inglês:  Macao Special Administrative Region, People's Republic of China, passport). Cada passaporte é constituído por quarenta e oito páginas numeradas com uma dimensão de 125 x 88 mm.
As páginas do passaporte contêm papéis com finalidades especiais, impressos com a marca de água da Muralha da China, com um modelo arco-íris na parte inferior e um relevo da flor de lótus. Além dos dados pessoais, a folha suplementar do passaporte é impressa com a foto e a impressão digital do titular.

## Procedimentos de aplicação
O passaporte da Região Administrativa Especial de Macau é impresso somente pela Direção dos Serviços de Identificação, que geralmente exige o Bilhete de Identidade de Residente Permanente (BIRP), uma foto recente a cores e o passaporte anterior da Região Administrativa Especial de Macau (na segunda vez). Os indivíduos qualificados têm direito de requerer o passaporte em Macau ou no estrangeiro, se necessário.

## Uso

### China continental
O passaporte da Região Administrativa Especial de Macau não é aceite para viajar para a China continental em quaisquer circunstâncias, independentemente do ponto de embarque do titular. Em vez disso, os titulares do passaporte de Macau podem solicitar o Documento de Viagem à China continental para os Residentes de Hong Kong e de Macau (conhecido coloquialmente como Salvo-Conduto Chinês de Entrada e Saída da China) através do Ministério da Segurança Pública da China, que é representado em Macau pela Agência de Viagens e Turismo da China. A emissão depende completamente do Ministério da Segurança Pública da China, e a posse do passaporte de Macau não garante necessariamente a emissão do Documento de Viagem à China continental para os Residentes de Hong Kong e de Macau.

### No exterior
De acordo com a Direção dos Serviços de Identificação, até a data de abril de 2016, os titulares do passaporte de Macau se beneficiaram com a isenção de vistos em relação a cento e vinte e dois países e territórios, incluindo todos os Estados-membros da União Europeia, Brasil, Japão, Malásia, Rússia, Singapura, África do Sul e a Coreia do Sul. No que diz respeito aos países signatários do Acordo de Schengen, os titulares do passaporte de Macau também possuem permissão para exercer uma atividade remunerada (como trabalhar) com a isenção de vistos, até noventa dias num período de cento e oitenta dias nos países como a Bélgica, Dinamarca, Islândia, Lituânia, Luxemburgo, Países Baixos, Noruega, Eslovénia e Suécia, exceto em Portugal. Na Suíça, outro país signatário do Acordo de Schengen, os titulares do passaporte de Macau podem solicitar uma autorização para exercer uma atividade remunerada por um período máximo de oito dias (por ano), durante o período em que estiver no país com a isenção de vistos sem precisar solicitar um visto de trabalho especial. No entanto, esta isenção de vistos com duração de oito dias (por ano) não inclui a atividade remunerada na indústria da construção primária e secundária, engenharia civil, serviços hoteleiros e gastronómicos, sector da limpeza industrial e doméstica, serviços de segurança e vigilância e a indústria do sexo. Como alternativa, se o titular do passaporte de Macau possuir uma autorização de residência de longa duração, emitida por qualquer outro Estado-membro associado de Schengen, poderá exercer uma atividade remunerada durante três meses sem visto na Suíça (sem restrições específicas às indústrias listadas na isenção de vistos de oito dias, por ano). Na Croácia (um Estado-membro da União Europeia, mas que não integra o Acordo de Schengen), os titulares do passaporte de Macau podem realizar uma atividade remunerada (como trabalhar) com a isenção de vistos até noventa dias num período de cento e oitenta dias.
Os titulares do passaporte de Macau com idade entre dezoito e trinta anos podem solicitar o Visto de Trabalho e Férias (Working Holiday Scheme) pelo governo da Nova Zelândia. Se aprovado, o visto é emitido e permite ao titular residir até doze meses na Nova Zelândia, com o objetivo primário de viajar, mas também permitindo trabalhar ou estudar a um curto prazo suplementar. Este visto é altamente competitivo, tendo em vista uma quota de mil vistos emitidos anualmente para todos os cidadãos chineses, tanto da China como de Macau (existe um sistema de quotas separado para os requerentes de Hong Kong).
Como cidadãos chineses, os titulares do passaporte da Região Administrativa Especial de Macau têm direito a proteção consular plena por parte das missões diplomáticas da China no estrangeiro.
A 10 de abril de 2013, a primeira-ministra da Austrália Julia Gillard, havia anunciado que em 2015 os titulares do passaporte biométrico de Macau terão direito de utilizar experimentalmente o sistema SmartGate na Austrália. Em junho de 2016, os três passaportes foram incluídos de forma permanente na lista das nacionalidades elegíveis.

## Passaportes biométricos
A Direção dos Serviços de Identificação do governo da Região Administrativa Especial de Macau emite os passaportes biométricos e as autorizações de viagem desde 1 de setembro de 2009. Os desenhos dos sítios do Património Mundial Cultural de Macau são incorporados com marcas de água nas páginas dos passaportes biométricos de Macau.